# Freihamer Allee
Die Freihamer Allee ist eine Allee im Münchner Stadtteil Aubing im Bereich des Guts Freiham, die vermutlich im 17. Jahrhundert angelegt wurde.

## Verlauf
Die Freihamer Allee geht von der Bodenseestraße (Bundesstraße 2) aus und unterquert die Bahnstrecke München–Herrsching, bevor sie durch das Gut Freiham führt. Direkt südlich der Bahnstrecke zweigt nach Westen der Wattplatz ab. Südlich des Guts Freiham mündet die Centa-Hafenbrädl-Straße, die eine Verbindung zum Neubaugebiet Freiham herstellt, aus Richtung Osten in die Allee ein. Danach verläuft die Freihamer Allee Richtung Süden und ist als Allee ausgebildet. Sie setzt sich in Richtung Gräfelfing fort und wird von der Bundesautobahn 96 (München-Lindau) unterbrochen, die sie leicht nach Osten versetzt mit einer Fußgängerbrücke überquert. An der Stadtgrenze zu Gräfelfing in den Gräfelfinger Holzwiesen geht sie in die dortige Freihamer Straße über.
Bis 2013 überquerte sie die Bahnstrecke München–Herrsching über einen höhengleichen Bahnübergang, der vom Bahnhof München-Freiham aus gesteuert wurde. Im September 2013 wurde der Bahnübergang geschlossen und 2015 durch eine Fuß- und Radwegunterführung ersetzt.

## Bauwerke

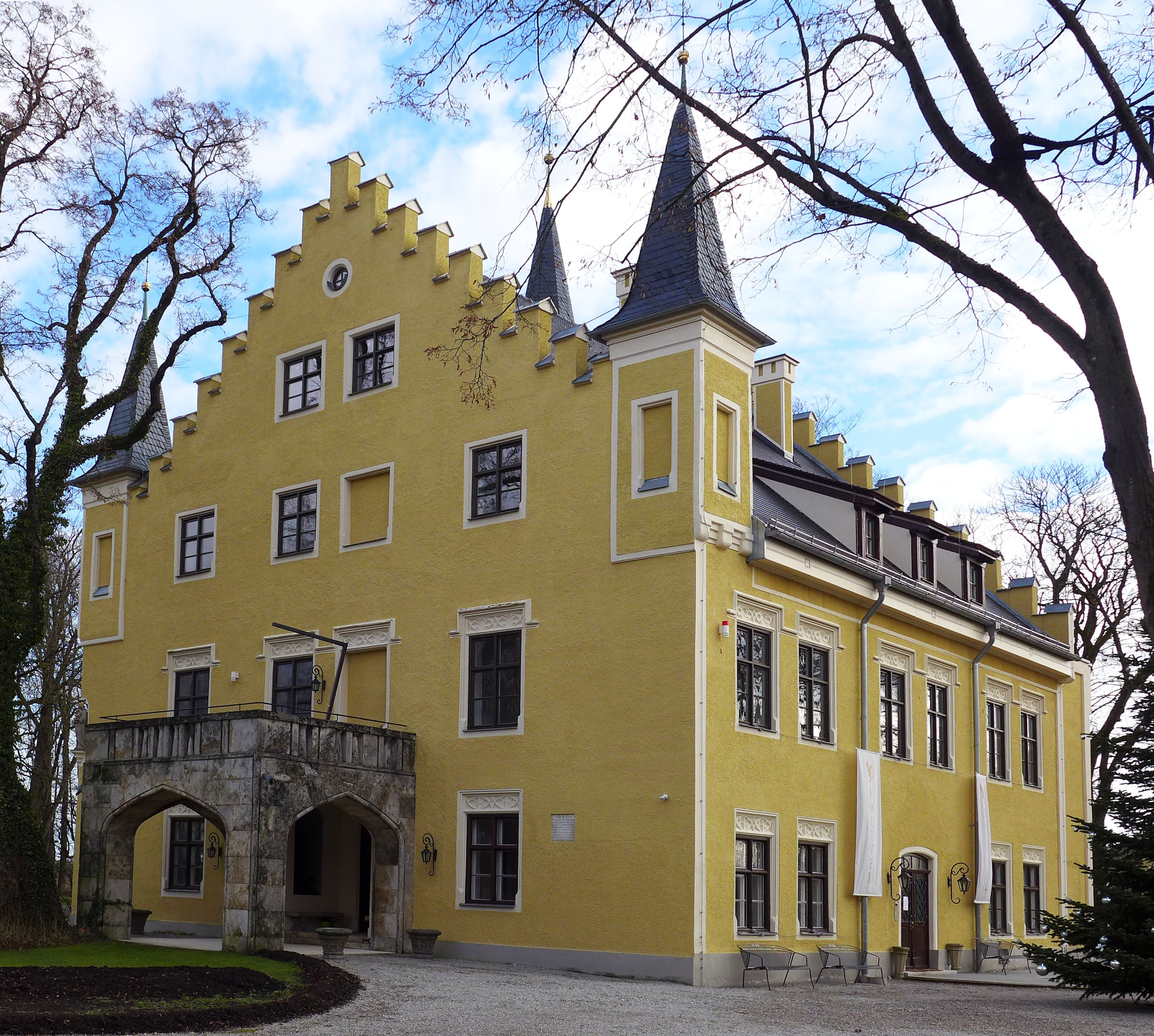
Schloss Freiham

Siehe auch: Gut Freiham, Abschnitt Einzelgebäude
- Freihamer Allee (ohne Nummer): ehemaliger Kuhstall I des Gutes Freiham (19. Jahrhundert)
- Freihamer Allee 21/23: Schlosswirtschaft Freiham
- Freihamer Allee 22: ehemaliger Pferdestall (18. Jahrhundert)
- Freihamer Allee 24: katholische Kirche Heilig Kreuz (erbaut ab dem 15. Jahrhundert) innerhalb eines Friedhofs (17. bis 20. Jahrhundert)
- Freihamer Allee 31: Schloss Freiham mit Park, im Kern 17. Jahrhundert, 1865 neugotisch verändert